# Be-2 (航空機)
ベリエフ Be-2
- 用途：偵察機
- 分類：水上機
- 設計者：ベリエフ設計局
- 製造者：
- 運用者：ソ連海軍飛行隊
- 初飛行：1936年4月
- 生産数：12機[1]
- 運用開始：1938年
- 退役：1942年

ベリエフ Be-2（Beriev Be-2、元々の名称はKOR-1）は、第二次世界大戦の少し前にソビエト海軍向けに製造された偵察用水上機である。本機は、艦船や沿岸基地から運用されていたライセンス生産された海軍の旧態化したハインケル He 55を代替するために設計された。

## 設計と開発
Be-2は操縦士と偵察員用のタンデムに配置された開放式コックピットを備える全金属製の複葉水上機であった。上下の主翼は翼間支柱で繋がれていたが艦船への収納のために後方へ折り畳めるようになっていた。フロートは中央に大きなものが1つと左右の主翼に小さなもの２つという配置で、エンジンはシュベツォフ M-25 空冷 9気筒 星型エンジン（アメリカ合衆国のライト R-1820のライセンス生産）を搭載していた。
最初からBe-2は深刻な取り扱いの困難さと整備上の問題を露呈していたが、適当な代替機が無かったことから量産に入り、合計で約300機が生産された。

## 運用の歴史
水上でのタクシング中の安定性と本質的には未解決のエンジンの整備性の問題によりBe-2の使用は訓練と2次的な任務に限られ、本来計画されていた艦船からよりも沿岸基地から運用されることが多かった。これに加え海軍の巡洋艦の改装が遅れたことで1939年まで適切なカタパルトは搭載されなかった。
ナチスドイツとの戦いが始まるとこの問題が多い機体を艦船から発着させるという全ての試みは放棄された。戦争の初期の頃はバルト海で沿岸を基地とした偵察と捜索救難機として使用され、セヴァストポリ包囲戦ではフロートを車輪に付け替えられて攻撃機として駆り出された機体もあった。これらの機体は1942年には現役から退けられた。

## 運用
ソビエト連邦
- ソ連海軍飛行隊

## 要目
出典: 
諸元
- 乗員: 2
- 全長: 8.67 m （28 ft 3 in）
- 全高: 3.80 m （12 ft 6 in）
- 翼幅: 11.00 m（36 ft 1 in）
- 翼面積: 29.3 m2 （315 ft2）
- 空虚重量: 1,800 kg （3,970 lb）
- 運用時重量: 2,686 kg （5,920 lb）
- 動力: シュベツォフ M-25A 空冷 9気筒 星型エンジン、522 kW （700 hp）   × 1

性能
- 最大速度: 245 km/h  152 mph
- 航続距離: 1,000 km  621 mi
- 実用上昇限度: 6,600 m （21,654 ft）

武装
- 固定武装: 2 x 7.62 mm ShKAS 機関銃（前方固定）
1 x 7.62 mm ShKAS 可動式機関銃（偵察員席）
- 爆弾: 100 kg (220 lb)の爆弾